# 古田喜三太

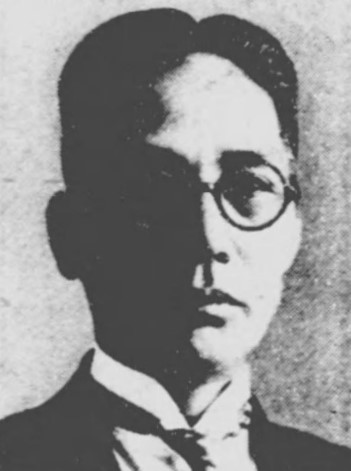
古田喜三太

古田 喜三太（ふるた きさんだ、1888年（明治21年）2月1日 - 1945年（昭和20年）8月6日）は、日本の実業家、政治家。衆議院議員。

## 経歴
広島県広島区（現広島市）で、古田豊松の四男として生まれる。若くして北アメリカに渡り、農業などの実業に従事した。
帰国後、祇園高等女学校（現AICJ中学校・高等学校）理事長、広島県拓務協会理事、同移住組合理事、広島特殊木工品工業組合理事長、三篠信用組合専務理事、広島信用金庫組合長などを務めた。
政界では、広島県会議員、同県会議長、同参事会員、広島市会議員、広島市農会議員などを歴任。1936年2月、第19回衆議院議員総選挙に広島県第一区から立憲民政党所属で出馬して当選し、以後、第21回総選挙まで連続3回の当選を果たした。この間、商工省委員、大政翼賛会広島市顧問、翼賛政治会政調商工、大東亜兼務委員などを歴任した。
将来の活躍を期待されていたが、1945年、広島市西警防団長として職務を遂行中に8月6日の原爆投下により被爆し、当初「行方不明」として報じられたが、その後南三篠町の自宅で被爆死していたことが確認された（享年57）。死因は家屋倒壊による圧死で、外出のため自宅ガレージで自転車のタイヤに空気を注入している際に被災したという。
広島への原爆投下によって、古田の他に現職の広島県選出代議士では森田福市、および元・島根県選出代議士で当時兵役に就いていた田中勝之助の計3名が被爆死しており、没後の9月4日、第88回帝国議会衆議院本会議はこの3名に弔辞を贈呈した。